# Smörgåsbord

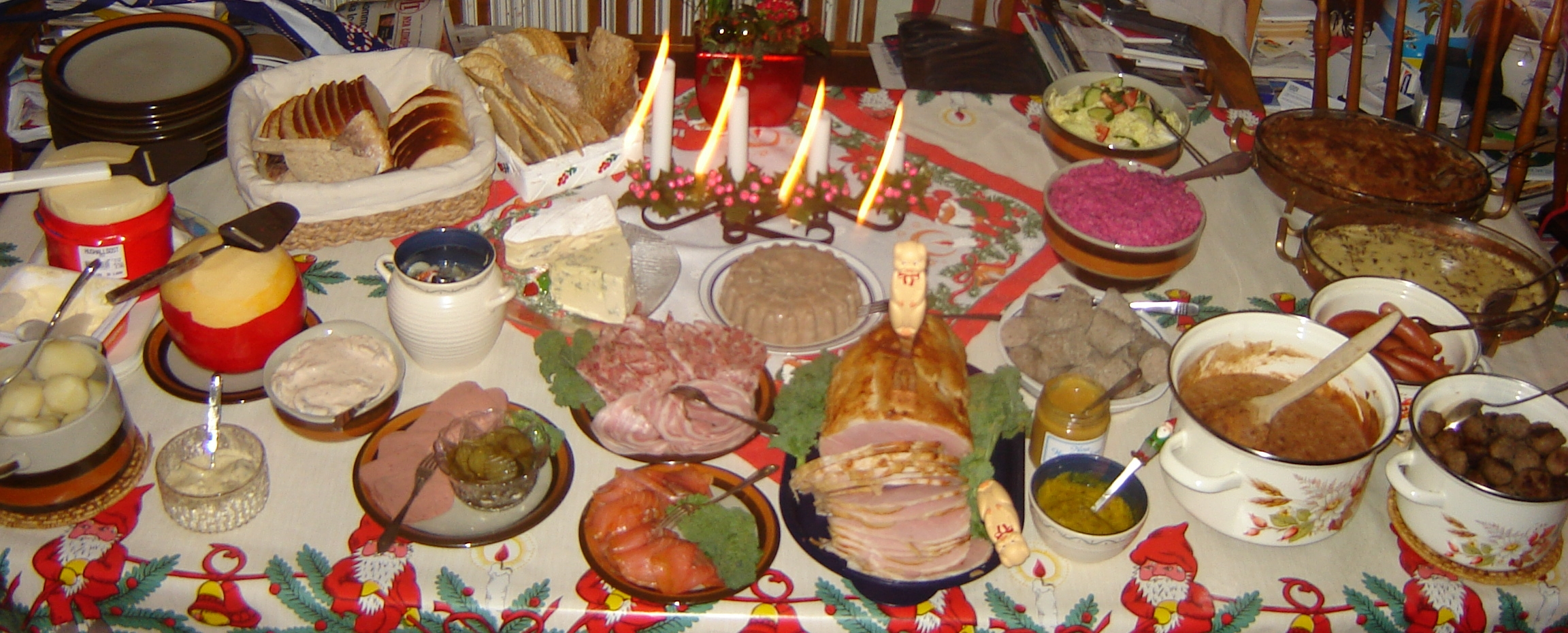
Sopar de Nadal, compost de smörgåsbord

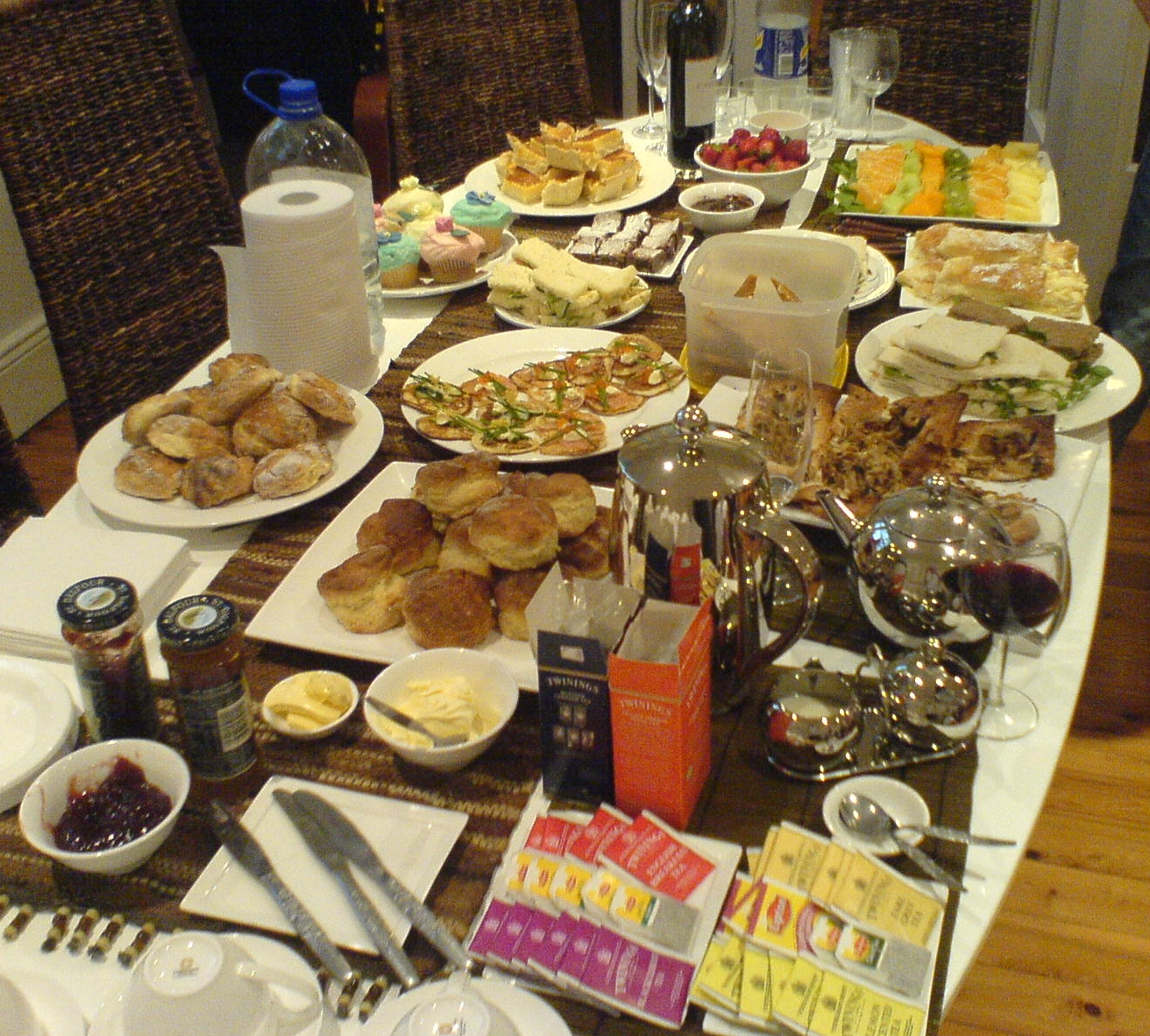
Smörgasbord, bufet suec.

L' smörgåsbord (etimologia : « taula de pa emmantegat», pronunciat [ˈsmœrɡɔsˌbegutːɖ ] en suec) és un tipus de bufet escandinau, originari de Suècia, constituït de moltes menes de peixos, tal com l'areng, el salmó i l'anguila. El tot és acompanyat per diverses amanides (cogombre, per exemple), d'embotits típicament escandinaus, d'ous, de cebes i de pa, així com de múltiples plats calents i freds reunits sobre una taula.

## Origen
El smörgåsbord, ortografiat smorgasbord, es va fer conèixer internacionalment a la Fira internacional de Nova York de 1939 quan va ser proposat al pavelló suec pel « Restaurant de les Tres Corones ». És generalment un menjar de festa durant el qual els convidats poden servir-se a lloure dels plats, d'una gran varietat. Al restaurant, aquest terme designa una taula de bufet parada amb nombrosos plats petits que hom pot triar segons el seu apetit i el que s'ha pagat.

Els orígens del smörgåsborg remunten al  S. XIV. Era llavors un plat per als rics mercants i els nobles. Al S. XVI a Suècia i a Finlàndia, els membres de l'alta societat mercant sueca paraven « taules de schnapps » (brännvinsbord), de bufets petits presentats en una taula secundària que proposava una varietat d'entremesos servits abans d'un menjar primer d'instal·lar-se a la taula del sopar. El més simple brännvinsbord és compost de pa, de mantega, de formatge, d'areng i de diversos tipus de licors, però se serveix també salmó fumat, botifarres i embotits freds. El brännvinsbord era servit com a aperitiu per a reunir els comensals i menjar dempeus abans de sopar o ressopar, sovint 2 a 5 hores abans del sopar, de vegades amb els homes i les dones en peces separades.
Al  S. XVII, el Smörgåsbord s'ha difós en les capes populars de la societat escandinava, mentre que l'aliment sobre la taula secundària va passar a la gran taula principal i que el servei començava a proposar plats calents i freds. El smörgåsbord era també servit en aperitiu a hotels i més tard a estacions ferroviàries, abans de l'aparició dels cotxes-restaurants. Després, aparegué progressivament als restaurants, sobretot a partir dels anys 1910. Durant els Jocs Olímpics de 1912, restaurants d'Estocolm van deixar de servir el smörgåsbord com a aperitiu i van començar a servir-lo com a plat principal.

## Denominació
Al nord d'Europa, el terme utilitzat varia : es parla de koldtbord o kaldtbord (« taula freda ») a Noruega, det kolde vora (« la taula freda ») a Dinamarca, kaltes Bufet (« bufet fred ») a Alemanya, hlaðborð (« bufet de corral ») a Islàndia, voileipäpöytä (« taula de pa emmantegat ») o ruotsalainen seisova pöytä (« taula parada sueca ») a Finlàndia, rootsi laud (« taula sueca ») o külmlaud (« taula freda ») a Estònia.
A Europa de l'Est, el terme significa « taula sueca » a cadascuna de les llengües : zviedru galds a Letònia (encara que aukstais galds, « taula freda », sigui també un nom popular), švediškas stalas a Lituània, шведский стол (shvedskiy stol) a Rússia, szwedzki stół a Polònia, шведський стіл (shvedskyi stil) a Ucraïna, švédský stůl en República Txeca, švédsky stôl a Eslovàquia, svédasztal a Hongria, шведски сто / švedski sto a Sèrbia, švedski stol a Croàcia i шведска маса (shvedska masa) a Bulgària. De manera similar al Japó, el terme バイキング / ヴァイキング (baikingu/vaikingu, és a dir « viking ») és un nom popularment utilitzat.

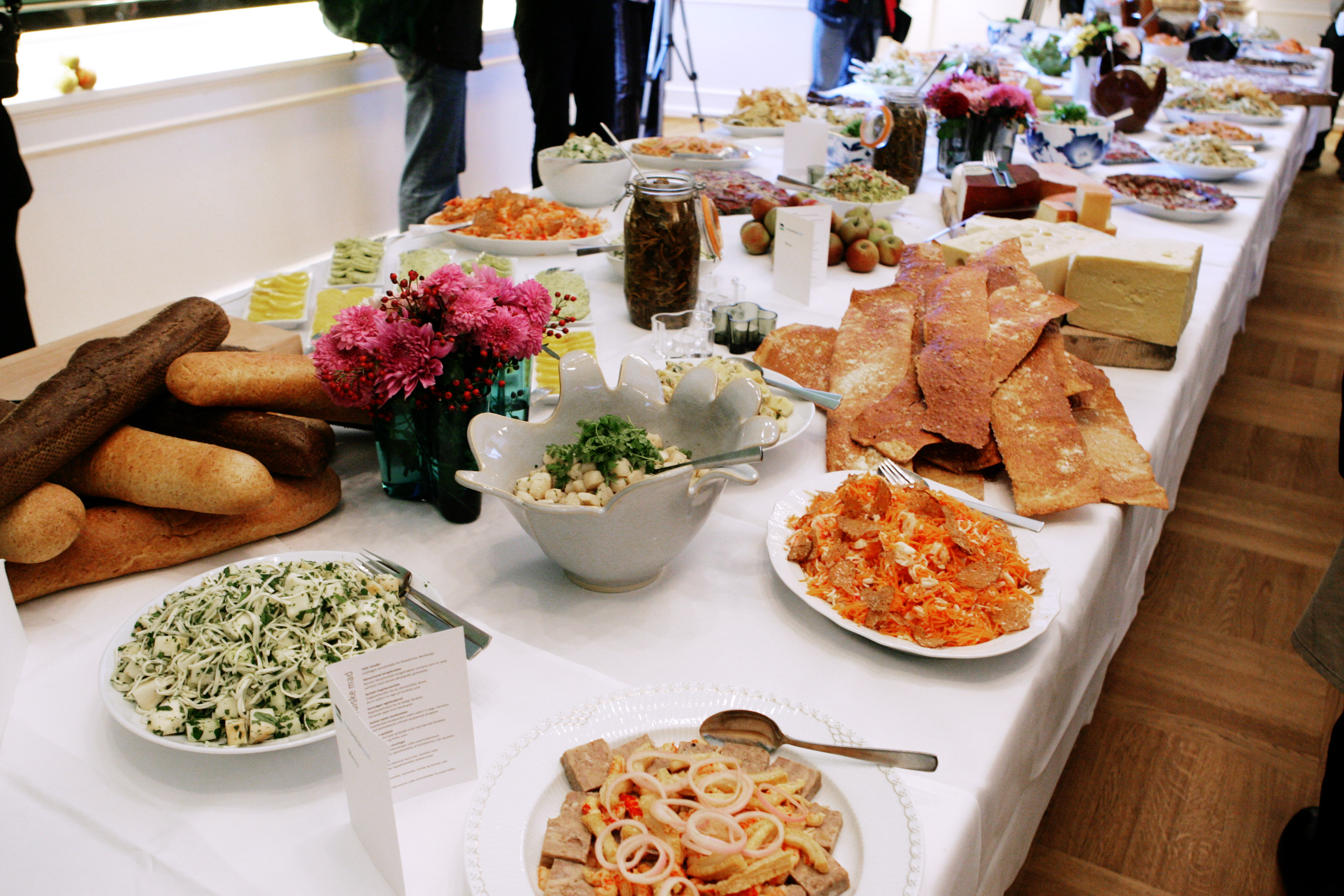
Un smörgåsbord nòrdic.

Smörgåsbord és un mot suec compost de smörgås (« entrepà-torrada ») i vora (« taula »). шведска масаSmörgås és constituït de smör (« mantega ») i gås (significant a l'origen « oca », però ha acabat per designar els trossets de mantega que es formen a la superfície quan es bat crema. En efecte, allò evocava als antics suecs pagesos oques grasses nedant en superfície. Aquests trossets de mantega eren d'una talla ideal per ser untats sobre del pa, és així com smörgås acabà per designar del pa mantegat. A Suècia, el terme breda smörgåsar (emmantegar torrades) ha estat utilitzat d'ençà del s. XVI si més no.
En anglès i igualment a les llengües escandinaves, la paraula smörgåsbord designa globalment tot bufet comportant una varietat de plats - no pas obligatòriament lligat a les tradicions sueques de Nadal descrites en aquest article. En un significat més ample, el terme també pot designar tota situació on un invitat és convidat a seleccionar el que desitja entre una ampla tria, per exemple, un smörgåsbord de curs universitaris, de llibres en una llibreria, etc., una mica com el « salmigondis » francès.
El terme no ha de ser confós amb la paraula danesa smørrebrød que li ressembla i significa pa amb mantega.
El terme també és utilitzat com metàfora per a descriure un grup d'elements variats, sinònim d'un vast ventall de tries possibles.En el curs de la final del Concurs de l'Eurovisió 2013, la presentadora Petra Mede interpretà una cançó sobre els clixés suecs, evocant un « smörgåsbord suec ».

## Smörgåsbord i julbord
Un smörgåsbord tradicional suec conté plats calents i freds. Del pa, de la mantega i del formatge són sempre presents sobre la taula. És la tradició de començar pels plats freds de peix, incloent sobretot areng, salmó i anguila sota diverses formes. Després d'això, es prossegueix el menjar amb un segon servei (d'altres plans freds) i s'acaba amb els plats calents. Unes darreries poden ser incloses o no.
El julebord (literalment « taula de Nadal ») és una forma particular de smörgåsbord. El julebord clàssic suec ocupa un lloc central a la cuina sueca tradicional i comprèn sovint del pa remullat en un brou de pernil i es prossegueix amb una varietat de peixos (salmó, areng, coregonus i anguila), pernil rostit, boletes de carn, dels costellons de porc, formatge de cap, botifarra, patates amb aigua, janssons frestelse, formatge, amanida de bleda-rave, col sota diverses formes i del pastís d'arròs.
Tradicionalment, certs aliments hi van associats; l'areng es marida bé amb les patates bullides i els ous durs i s'acompanya d'espirituosos forts com el schnaps, el brännvin o l'akvavit, amb o sense condiments. Entre els altres plats tradicionals, hi ha l'anguila fumada, el rollmops, l'amanida d'areng, l'areng cuit al forn i el salmó fumat.

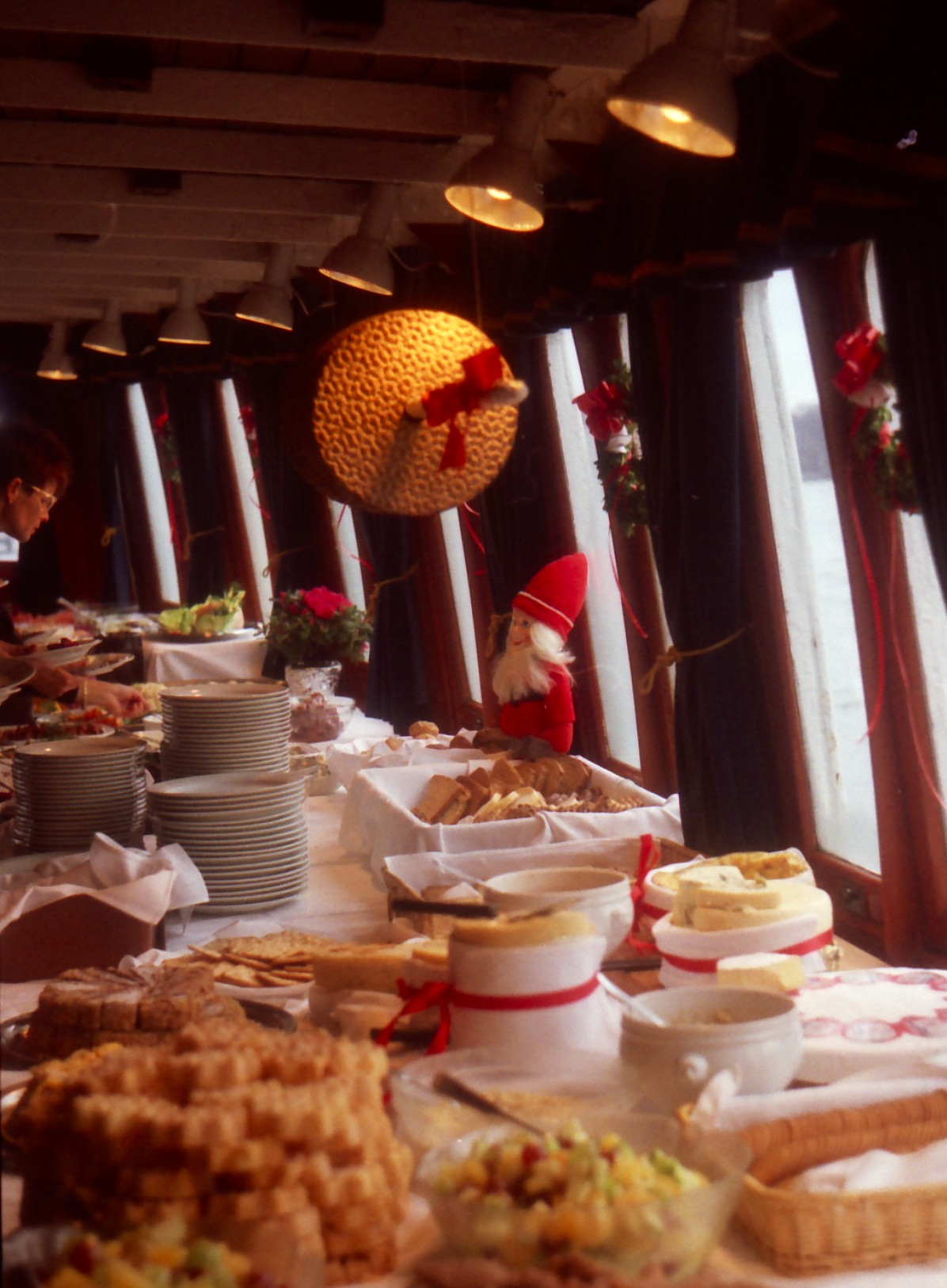
Julebord a la vora del Gustavsberg VII l'any 1990.

Hi ha també botifarres de porc (fläskkorv), porc fumat, les botifarres de patata (isterband), col farcida (kåldolmar),mongetes cuinades, la truita d'ous amb gambes o bolets recoberts d'una salsa beixamel. S'acompanya el tot d'una amanida de bleda-rave amb maionesa i d'una sopa de col vermella, verda o rossa.
El lutefisk, del peix en salmorra preparat a partir de peixopalo (escolà Molva molva o bacallà assecat servit amb patates a l'aigua i una salsa beixamel) i pèsols que poden ser servits amb els plats calents o com quart servei a part. El lutefisk és sovint servit al sopar l'endemà passat del tradicional sopar-bufet de Nadal. Entre les darreries del julebord, hi ha l'arròs a la llet (risgrynsgröt) cobert de canyella en pols. Tradicionalment, una ametlla és amagada a l'interior del bol i el qui la troba rep un guardó petit o bé se'n diu d'ella que tindrà bona sort. El julebord és servit del començament de desembre fins a Nadal als restaurants i fins a l'Epifania a certes llars. És una tradició per a la major part de les empreses sueques i noruegues d'organitzar un julebord anual entre novembre i gener.
A Dinamarca, una tradició típica pròxima és el julefrokost (« dinar de Nadal »), que comprèn un smörgåsbord ben guarnit de plats freds i de calents i moltes cerveses i de schnaps. Es distingeix del sopar de Nadal danès que és servit el 24 de desembre mentre que el julefrokost és servit en família i amb els amics el 25 o 26 de desembre. És també una tradició per a la major part de les empreses daneses d'organitzar un julefrokost anual entre els mesos de novembre i gener.